# Kontrollratsdirektive Nr. 38
Die Kontrollratsdirektive Nr. 38 war eine vom Alliierten Kontrollrat am 12. Oktober 1946 erlassene Direktive zur Entnazifizierung in Deutschland. Sie betraf laut ihrem Titel die „Verhaftung und Bestrafung von Kriegsverbrechern, Nationalsozialisten und Militaristen und die Internierung, Kontrolle und Überwachung von möglicherweise gefährlichen Deutschen“.
In der amerikanischen Besatzungszone galt bereits seit dem 5. März 1946 das Gesetz zur Befreiung von Nationalsozialismus und Militarismus (Befreiungsgesetz). Die Direktive Nr. 38 sollte nun einem einheitlichen Vorgehen in den vier Besatzungszonen dienen, insbesondere bei den Spruchkammerverfahren. Im Kern ging es darum, die im Befreiungsgesetz vorgenommene Einteilung der „Verantwortlichen“ in fünf Gruppen für alle Besatzungszonen allgemeinverbindlich zu machen.

## Gruppen der Verantwortlichen
„Zur gerechten Beurteilung der Verantwortlichkeit und zur Heranziehung zu Sühnemaßnahmen“ (Art. I der Direktive Nr. 38) wurden fünf „Gruppen der Verantwortlichen“ gebildet. Diese fünf Gruppen werden in Art. I aufgelistet und in den folgenden Artikeln genauer definiert. Es sind dieselben Gruppen wie im Befreiungsgesetz (dort Auflistung in Art. 4, genauere Bestimmungen in Art. 5 bis 13).

### Hauptschuldige
Hauptschuldige (Art. II) waren vor ein Gericht zu stellen und im Falle der Schuld zu bestrafen. Dazu zählten insbesondere die aktiven Mitglieder der im Nürnberger Prozess gegen die Hauptkriegsverbrecher als verbrecherisch eingestuften Organisationen, ferner Personen, die aus politischen Beweggründen Verbrechen gegen Opfer oder Gegner des Nationalsozialismus begangen, in Deutschland oder in den besetzten Gebieten, beispielsweise in Polen ausländische Zivilpersonen oder Kriegsgefangene völkerrechtswidrig behandelt oder sich in einem Konzentrations-, Arbeits-, Internierungslager, in einer Heil- oder Pflegeanstalt an Tötungen, Folterungen oder sonstigen Grausamkeiten in irgendeiner Form beteiligt hatten, darüber hinaus aber auch jedes Mitglied des Oberkommandos der deutschen Wehrmacht oder wer sich in der Regierung des Reiches, der Länder oder in der Verwaltung der früher besetzten Gebiete wie dem Generalgouvernement in einer führenden Stellung, die nur von führenden Nationalsozialisten oder bedeutenden Anhängern der nationalsozialistischen Gewaltherrschaft bekleidet werden konnte, betätigt hatte.
Gegen Kriegsverbrecher sah Art. VIII der Direktive die Todesstrafe sowie Zuchthaus oder Gefängnis auf Lebenszeit oder für die Dauer von 5 bis 15 Jahren vor. Gegen sonstige Hauptschuldige konnten Gefängnis oder Internierung bis zu 10 Jahren verhängt werden, außerdem die Einziehung des Vermögens, die Unfähigkeit, ein öffentliches Amt einschließlich des Notariats und der Rechtsanwaltschaft zu bekleiden, der Verlust von Rechtsansprüchen auf eine aus öffentlichen Mitteln zahlbare Pension oder Zuwendung sowie der Verlust des aktiven und passiven Wahlrechts einschließlich des Rechts, sich als Mitglied einer politischen Partei politisch oder als Lehrer, Prediger, Schriftsteller, Redakteur oder Rundfunk-Kommentator beruflich zu betätigen.
Bestimmungen zum strafrechtlichen Umgang mit Verbrechern lagen bereits im Kontrollratsgesetz Nr. 10 vom 20. Dezember 1945 vor, das die rechtliche Grundlage der NS-Prozesse in Deutschland bildete. Die Direktive Nr. 38 enthält einen Verweis auf drei Paragrafen im Kontrollratsgesetz Nr. 10.
Eingezogenes Vermögen wurde später gemäß der Direktive Nr. 57 vom 15. Januar 1948 verteilt.

### Belastete
Belastete (Art. III) wurden unterteilt in Aktivisten, Militaristen und Nutznießer.
Aktivisten hatten sich auf ideologischem Gebiet besonders betätigt, sich etwa als überzeugte Anhänger der nationalsozialistischen Gewaltherrschaft insbesondere zu ihrer Rassenlehre offen bekannt, „durch nationalsozialistische Lehre oder Erziehung die Jugend an Geist und Seele vergiftet“, im Dienste des Nationalsozialismus ungesetzlicherweise in die Rechtspflege eingegriffen, beispielsweise ein Amt als Richter oder Staatsanwalt an einem Sondergericht politisch missbraucht oder Werte der Kunst oder der Wissenschaft „verhöhnt, beschädigt oder zerstört.“
Militaristen hatten dagegen „durch Wort oder Tat militaristische Lehren oder Programme aufgestellt oder verbreitet“ oder waren in einer Organisation (mit Ausnahme der Wehrmacht), die der Förderung militaristischer Ideen diente, aktiv tätig gewesen. Dazu zählten beispielsweise das Reichsministerium für Bewaffnung und Munition, die Freikorps, die Schwarze Reichswehr oder der Kyffhäuserbund.
Nutznießer hatten sich während der NS-Herrschaft in besonderer Weise materiell bereichert, etwa als sog. Alter Kämpfer ausschließlich auf Grund ihrer Zugehörigkeit zur NSDAP ein Amt oder eine Stellung erhalten, mittelbar oder unmittelbar auf Kosten der politisch, religiös oder rassisch Verfolgten, insbesondere bei der sog. Arisierung oder durch die Ausbeutung von Zwangsarbeitern Vorteile für sich selbst oder für andere erlangt, bei der Aufrüstung oder in Kriegsgeschäften unangemessen hohen Gewinn erzielt oder sich im Zusammenhang mit der Verwaltung ehemals besetzter Gebiete in ungerechtfertigter Weise bereichert.
Gegen Belastete sah Art. IX der Direktive Nr. 38 ähnlich wie gegen Hauptschuldige eine Gefängnisstrafe oder Internierung bis zu 10 Jahren vor, um Wiedergutmachungs- und Wiederaufbauarbeiten zu verrichten, außerdem die Einziehung des Vermögens, die Unfähigkeit, ein öffentliches Amt einschließlich des Notariats und der Rechtsanwaltschaft zu bekleiden, den Verlust von Rechtsansprüchen auf eine aus öffentlichen Mitteln zahlbare Pension oder Zuwendung sowie den Verlust des aktiven und passiven Wahlrechts einschließlich des Rechts, sich als Mitglied einer politischen Partei politisch oder als Lehrer, Prediger, Schriftsteller, Redakteur oder Rundfunk-Kommentator beruflich zu betätigen sowie Wohnraum- und Aufenthaltsbeschränkungen und weitere Berufsverbote in freien Berufen oder die Auflage, in unselbständigen Tätigkeiten nur „gewöhnliche Arbeiten“ zu verrichten.

### Minderbelastete (Bewährungsgruppe)
Zu den Minderbelasteten (Art. IV) zählte einerseits, wer an sich an sich zur Gruppe der Belasteten gehörte, jedoch „wegen besonderer Umstände einer milderen Beurteilung würdig“ erschien und dessen Persönlichkeit erwarten ließ, dass er „nach einer Bewährungsfrist seine Pflichten als Bürger eines friedlichen demokratischen Staates erfüllen wird“; andererseits, wer an sich zur Gruppe der Mitläufer gehörte, „jedoch wegen seines Verhaltens und seiner Persönlichkeit sich erst bewähren soll“.
Die Einstufung von Mitgliedern politischer Parteien oder Organisationen in Deutschland, die zur Machtergreifung durch die NSDAP beigetragen hatten wie der Tannenbergbund oder der Alldeutsche Verband, Personen, die wesentliche Zuwendungen an die Partei gemacht hatten, Mitglieder der Deutschen Christen und der Deutschen Glaubensbewegung sowie Träger bestimmter Auszeichnungen wie des Spanienkreuzes war sorgfältig zu prüfen.
Die anzuordnende Bewährungszeit betrug zwei bis drei Jahre (Art. X der Direktive Nr. 38). Von dem Verhalten während der Bewährungszeit hing es ab, welcher Gruppe der Betroffene endgültig zugewiesen wurde. Während der Bewährungszeit konnten insbesondere bestimmte Berufsverbote verhängt werden, beispielsweise als Lehrer, Prediger, Redakteur, Schriftsteller oder Rundfunk-Kommentator tätig zu sein, bei Beamten auch die Kürzung des Ruhegehalts, die Versetzung in den Ruhestand oder in ein Amt mit geringerem Rang oder in eine andere Dienststelle unter Kürzung der Bezüge, die Rückgängigmachung einer Beförderung oder die Überführung aus dem Beamten- in ein Angestelltenverhältnis. Internierung in einem Arbeitslager oder Einziehung des gesamten Vermögens waren ausdrücklich nicht vorgesehen.
Winifred Wagner konnte nach ihrer ersten Einstufung als Belastete im Wege der Berufung eine Einstufung als Minderbelastete erreichen.

### Mitläufer
Mitläufer (Art. V) hatten nur als nominelle Parteigänger an der nationalsozialistischen Gewaltherrschaft teilgenommen oder sie unterstützt, z. B. lediglich Mitgliedsbeiträge bezahlt, an Versammlungen, deren Besuch obligatorisch war, teilgenommen oder unbedeutende oder laufende Obliegenheiten, wie sie allen Mitgliedern vorgeschrieben waren, wahrgenommen. Mitläufer waren außerdem Anwärter der NSDAP, die noch nicht endgültig als Mitglied aufgenommen worden waren.
Mitläufern konnten Meldeauflagen oder Aufenthaltsbeschränkungen auferlegt werden sowie der Verlust des passiven Wahlrechts, bei Beamten außerdem bestimmte dienstrechtliche Nachteile wie bei Minderbelasteten. Abhängig von der Dauer der NSDAP-Mitgliedschaft, der Höhe der gezahlten Beiträge und sonstigen Zuwendungen sowie der Vermögens-, Erwerbs- und Familienverhältnisse konnte auch die Zahlung an einen Wiedergutmachungsfonds angeordnet werden.
In den drei westlichen Besatzungszonen endeten über 1/3 der Verfahren mit einer Einstufung als Mitläufer, allein in der französischen Zone sogar mehr als die Hälfte.

### Entlastete
Zu den Entlasteten (Art. VI) zählte, wer „trotz seiner formellen Mitgliedschaft [d. h. Mitgliedschaft in der NSDAP oder einer ihrer Organisationen] oder Anwartschaft oder eines anderen äußeren Merkmals sich nicht nur passiv verhalten, sondern auch aktiv nach besten Kräften der nationalsozialistischen Gewaltherrschaft Widerstand geleistet und dadurch Nachteile erlitten“ hatte. Zusätzlich findet sich Art. I folgende Erläuterung: „Personen der vorstehenden Gruppen, welche vor einer Spruchkammer nachweisen können, daß sie nicht schuldig sind“. Gegen entlastete Personen durften keine Sühnemaßnahmen verhängt werden (Art. XII).
Prominente Beispiele sind Veit Harlan oder August Haußleiter.

## Umsetzung
Die Direktive Nr. 38 sollte ein möglichst einheitliches Vorgehen in den vier Besatzungszonen gewährleisten. Zu dieser Vereinheitlichung kam es jedoch nicht, da die Umsetzung der Vorgaben der jeweiligen Besatzungsmacht oblag. Zum unterschiedlichen Vorgehen in den einzelnen Besatzungszonen siehe den Abschnitt Umsetzung im besetzten Deutschland im Artikel Entnazifizierung.
Insbesondere in der Sowjetischen Besatzungszone (SBZ) wurde die Entnazifizierung anders gehandhabt als in den Westzonen. In der SBZ wurde die Direktive Nr. 38 als Strafgesetz angewandt, gemäß dem SMAD-Befehl Nr. 201 und den von der Deutschen Wirtschaftskommission, einem Hilfsorgan der SMAD, erlassenen Ausführungsbestimmungen. Dabei bezog sich die Umsetzung nicht nur auf die Verfolgung von NS-Straftaten, sondern auch auf „Verstöße gegen das Besatzungsregime“. Die Abrechnung mit dem Nationalsozialismus sollte gleichzeitig der Durchsetzung des kommunistischen Führungsanspruchs dienen. In Verbindung mit Artikel 6 der DDR-Verfassung bildete die Kontrollratsdirektive 38 die Grundlage für das politische Strafrecht der DDR. Der Passus in Artikel III der Direktive Nr. 38

„Aktivist ist auch, wer nach dem 8. Mai 1945 durch Propaganda für den Nationalsozialismus oder Militarismus oder durch Erfindung und Verbreitung tendenziöser Gerüchte den Frieden des deutschen Volkes oder den Frieden der Welt gefährdet hat oder möglicherweise noch gefährdet“

wurde in der DDR zum „universell einsetzbaren Tatbestand des politischen Strafrechts“.
Die Direktive wurde für die Bundesrepublik am 5. Mai 1955 durch Artikel 2 des Gesetzes Nr. A-37 der Alliierten Hohen Kommission außer Wirkung gesetzt, für die DDR durch Beschluss des Ministerrats der UdSSR über die Auflösung der Hohen Kommission der Sowjetunion in Deutschland am 20. September 1955.